# Ernst Latzel
Ernst Latzel (* 23. Oktober 1844 in Jägerndorf, Österreichisch-Schlesien; † 9. Mai 1910 ebenda) war ein österreichischer Baumeister und Architekt.

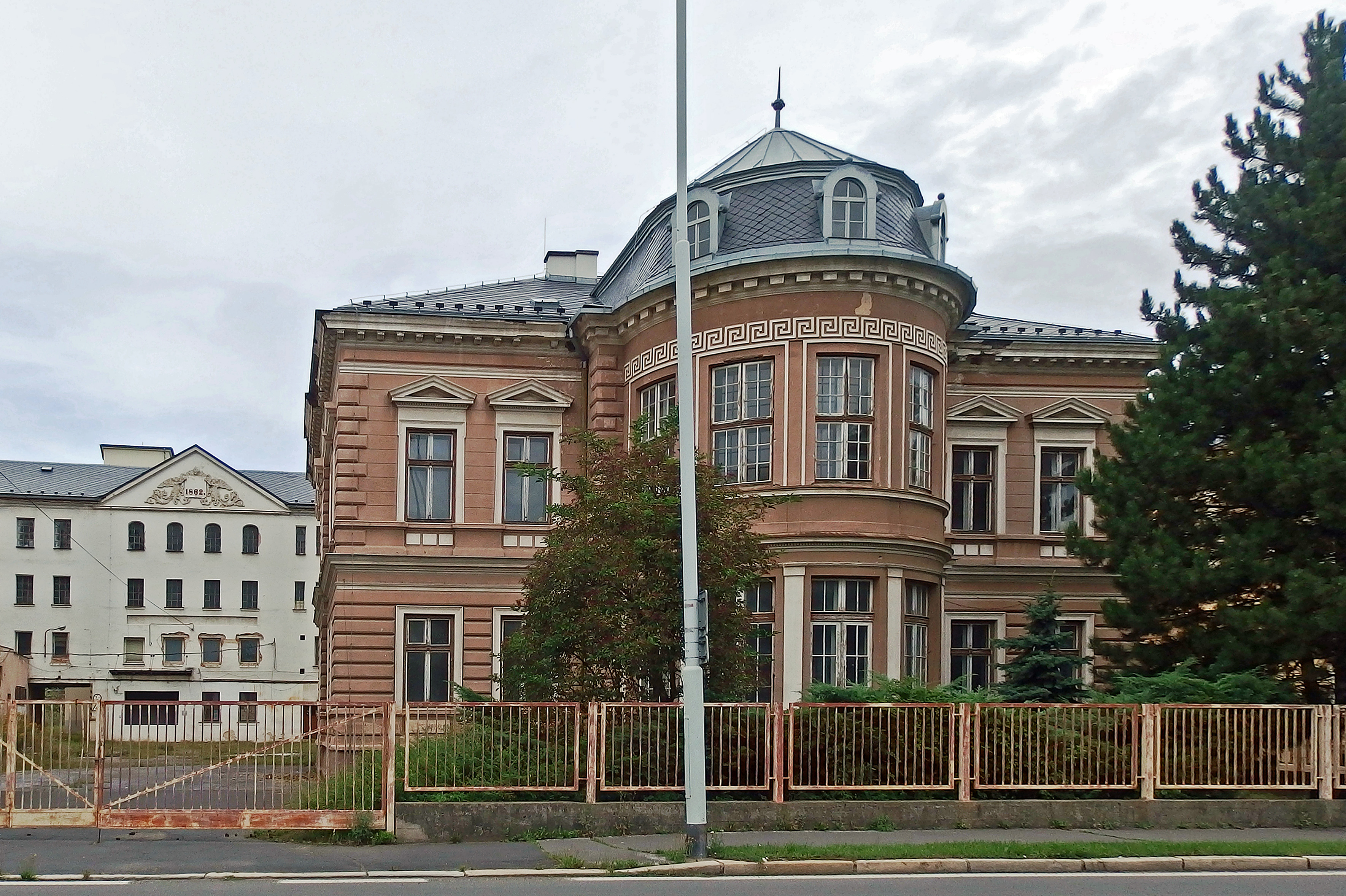
Villa Alois Larisch, Krnov

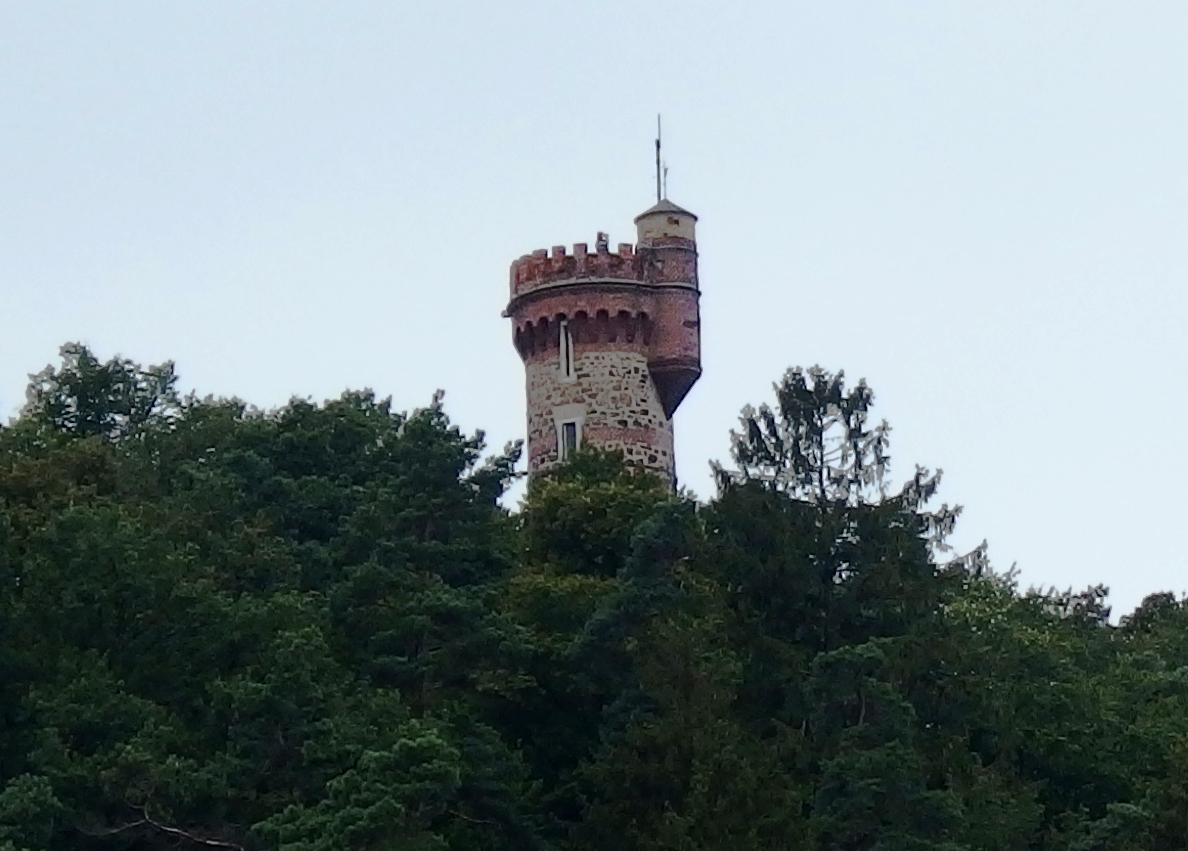
Liechtensteinwarte, Krnov

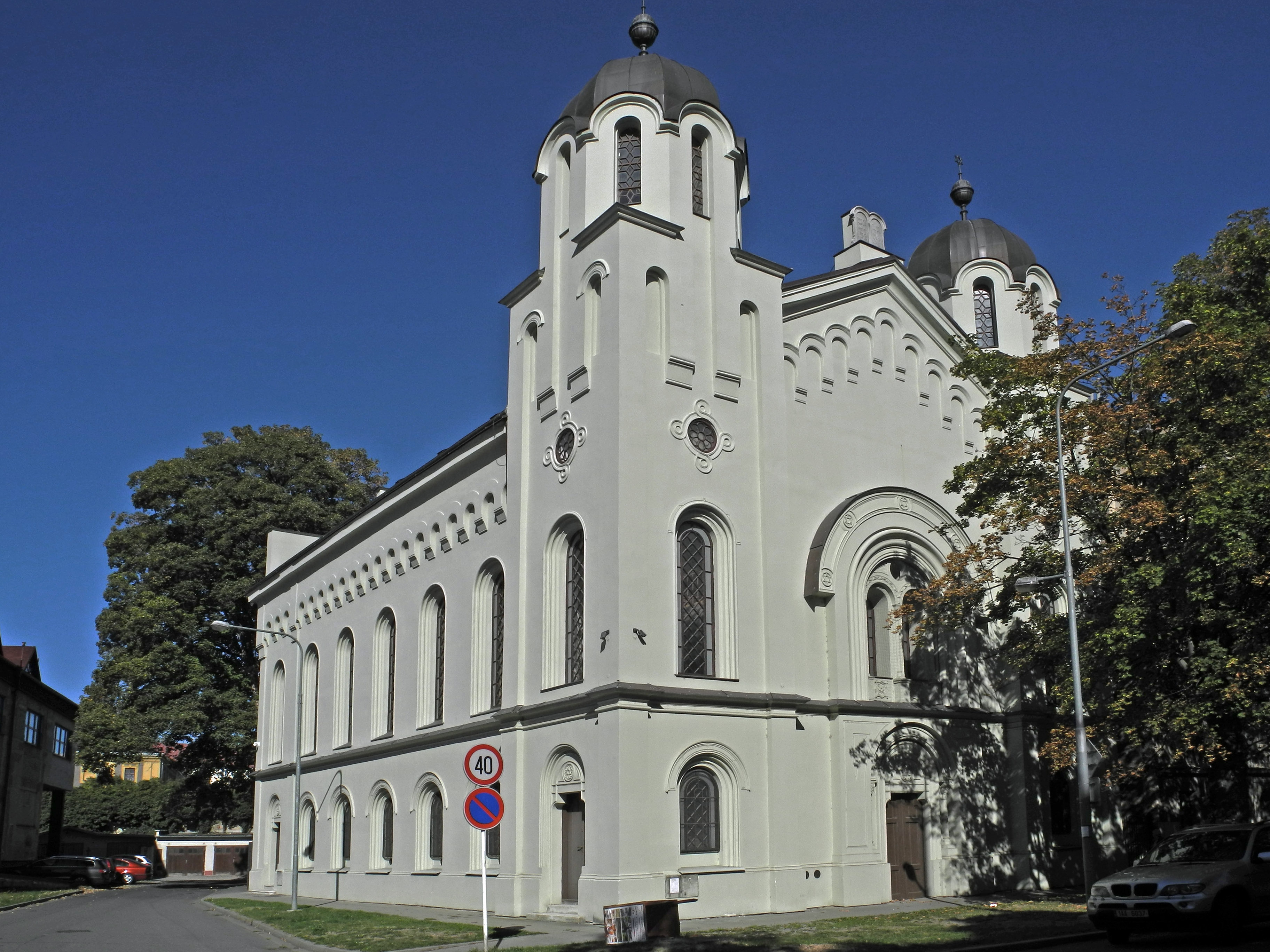
Synagoge, Krnov

## Leben und Wirken
Ernst Latzels Eltern waren der Jägerndorfer Baumeister Karl Latzel und Mathilda, geborene Göbel. Er wirkte fast ausschließlich in seiner Heimatstadt, für die er öffentliche Gebäude, Fabrikgebäude, Fabrikantenvillen und Wohnhäuser schuf. Seine Entwürfe umfassen Gebäude im Stil der Neorenaissance, des Neobarock und des Jugendstils.
Der spätere Baumeister Franz Blasch (1878–1915) war zu Beginn seiner beruflichen Laufbahn ab 1897 bei Latzel als Zeichner beschäftigt.

## Werke (Auswahl)
in Jägerndorf / Krnov
- Fabrikgebäude Wollwarenfabrik Josef Alscher & Söhne (1850–1852)
- Fabrikgebäude Tuchfabrik Eduard Förster (1861)
- Umbau der Wollwarenfabrik Alois Larisch & Söhne (1861–1862), heute Staatsarchiv und Museum
- Synagoge (1871–1872)
- Oberrealschule (1875–1877), die Bauausführung erfolgte durch Josef Hartel
- Fabrikgebäude Wollwarenfabrik Florian Schmidt & Söhne (1882)
- Villa Hanna Larisch (1884–1885), 1911–1913 durch Leopold Bauer zum Sommerhaus umgebaut
- Villa Alois Larisch (1884–1885), 1920 durch Anton Köstler und Eugen Koch umgebaut
- Villa Hermann Larisch (1884–1885), 1911–1913 durch Leopold Bauer umgebaut
- Umbau des Stadthauses (1886)
- Umbau der Fabrikgebäude, Metallzaun und Tor der Orgelbaufirma Gebrüder Rieger (1887)
- Umbau der Wollwarenfabrik Johann Chlupaczek (1888)
- Appreturgebäude Wollwarenfabrik Julius Götzel (1890)
- Webschule (1890–1892)
- Villa Johann Chlupaczek (1891), 1923–1926 erfolgte ein neobarocker Umbau durch Leopold Bauer
- Ausflugsrestaurant Gottfried Grünspan, im Stil einer Bergbaude (vor 1894)
- Eisbahn-Pavillon (1896), nach einem modifizierten Entwurf von 1879
- Evangelische Kirche (1900–1903), den dreischiffigen neogotischen Bau errichtete Latzel nach Plänen von Franz Blasch
- Rathaus (1901–1903), Bauausführung zusammen mit Alois Geldner nach Plänen von Moritz Hinträger
- Trauerhalle auf dem Jüdischen Friedhof (1902); während der Novemberpogrome 1938 zerstört
- Fabrikgebäude Tuchfabrik Gebrüder Kulka, Jägerndorf (1902–1903)
- Liechtensteinwarte auf dem Burgberg für den Mährisch-Schlesischen Sudetengebirgsverein (1902–1903)
- Neobarockes Mietshaus Josef Neumann (1903), heute Stadtbibliothek
- Katholisches Pfarrhaus, Umbau im Jugendstil (1910)

an weiteren Orten:
- Katharinenkirche in Roßwald (1871–1873), Bauausführung nach Plänen von Gustav Meretta
- Aussichtswarte auf dem Melzerberg (Vyhlídka) bei Mösnig (Ježník) (1894), 1934 durch einen Neubau ersetzt
- Sanatorium Dr. F. Ziffer in Gräfenberg (Lázně Jeseník) (1899–1900), heute Sanatorium Albatros